# 花之木村
花之木村（はなのきむら）は三重県阿山郡にあった村。現在の伊賀市上野市街の南西、木津川左岸、名阪国道・大内インターチェンジの周辺にあたる。

## 地理
- 河川：木津川

## 歴史
- 1889年（明治22年）4月1日 - 町村制の施行により、下之庄村・法花村・大野木村の区域をもって阿拝郡花之木村が発足。
- 1896年（明治29年）4月1日 - 所属郡が阿山郡に変更。
- 1941年（昭和16年）9月10日 - 上野町・小田村・三田村・城南村・新居村・長田村と合併して上野市が発足。同日花之木村廃止。